# Invasioni mongole della Siria
Le invasioni mongole della Siria, anche note come guerra mamelucco-ilkhanide, sono una serie di attacchi mongoli contro la Siria musulmana che iniziarono nell'anno 1240, raggiunsero l'apice tra il 1260 e il 1300, quando i Mongoli dell'Ilkhanato, insieme ad alcuni cristiani, catturarono Aleppo e Damasco mettendo fine alla dinastia ayyubide, e terminarono negli anni 1320, quando i Mamelucchi egiziani riuscirono a respingere i Mongoli.

## Prodromi dell'avanzata mongola sulla Siria
Un piccolo raggruppamento di Mongoli, guidati da Baiju, effettuò un'incursione in Siria nel 1243, senza però ottenere grandi risultati: malgrado gli Ayyubidi e i signorotti locali temessero molto la sua avanzata, Baiju e i suoi Mongoli erano pochi e soffrirono molto il caldo.
Una minaccia maggiore si ebbe negli anni 1250, quando Hulagu Khan, nipote di Gengis Khan, fondò l'Ilkhanato, lo Stato sudoccidentale dell'Impero mongolo; agli ordini del fratello maggiore, il gran khan Munke, nel 1255 Hulagu tentò di espandere ulteriormente l'impero nel Medio Oriente: il suo esercito soggiogò diverse popolazioni lungo le direttrici di espansione, in particolare conquistando il centro dell'Impero islamico, Baghdad, che fu saccheggiata nel 1258 (battaglia di Baghdad), causando la distruzione del Califfato abbaside. Di lì le forze mongole avanzarono in Siria.

## Invasione del 1260
Nel 1260 l'Egitto era sotto il controllo dei Mamelucchi della dinastia Bahri, mentre la gran parte del Levante (oltre agli Stati crociati) era sotto il dominio di Ayyubidi appartenenti a rami secondari della dinastia fondata da Saladino. I Mongoli combinarono le proprie forze con quelle dei loro vassalli cristiani nella regione - il Regno di Georgia, il Regno armeno di Cilicia di re Aitone I e i Franchi di Boemondo VI di Antiochia - e conquistarono la città di Aleppo; il generale mongolo cristiano Kitbuga catturò poi Damasco il 1º marzo 1260. L'ultimo sovrano ayyubide, al-Nāṣir Yūsuf, fu catturato dai Mongoli nei pressi di Gaza quello stesso anno, ma Hulagu Khan gli promise di nominarlo viceré di Siria. Con i centri di potere islamici di Baghdad e della Siria persi, il fulcro della civiltà e del potere islamici si spostò al Cairo, presso i Mamelucchi.
L'intenzione di Hulagu era quella di proseguire a sud attraverso la Palestina fino in Egitto, per affrontare i Mamelucchi, ma la morte di Munke nel tardo 1259 lo obbligò a tornare a Karakorum per partecipare all'elezione del suo successore: Hulagu partì con il grosso delle proprie forze, lasciando solo 10 000 cavalieri mongoli in Siria, al comando di Kitbuga, il quale preparò alcune incursioni in Palestina che riuscirono a raggiungere Gaza, dove fu insediata una guarnigione mongola di 1000 uomini.
I Mamelucchi approfittarono delle deboli forze mongole e, negoziando un trattato di non-intervento con le forze crociate ad Acri, avanzarono verso nord per ingaggiare i Mongoli nella decisiva battaglia di ʿAyn Jalūt, nel settembre 1260, in cui i Mamelucchi vinsero e Kitbuga fu giustiziato. La battaglia segnò il punto della massima avanzata mongola: dopo le precedenti sconfitte i Mongoli erano sempre tornati a riprendersi il territorio, ma non furono mai più in grado di vendicare la sconfitta di ʿAyn Jalūt, e il confine dell'Ilkhanato mongolo rimase stabilito sul fiume Tigri per tutta la durata della dinastia ilkhanide di Hulagu. A seguito della notizia della sconfitta ad ʿAyn Jalūt, al-Nāṣir e suo fratello furono messi a morte da Hulagu.
Nel dicembre 1260 Hulagu inviò 6000 uomini in Siria, ma le sue forze furono sconfitte nella prima battaglia di Homs.

## Tentativo di restaurazione abbaside e ribellione di Mosul
Dopo la caduta di Baghdad nel 1258, alcuni principi abbasidi furono accolti in Siria ed Egitto, dove mantennero ancora una qualche debole influenza, esclusivamente di valore simbolico, sotto i Mamelucchi. Il primo califfo abbaside del Cairo, al-Mustanṣir, fu inviato da Baybars in Iraq, con rinforzi composti da ausiliari siriani e beduini. Il suo tentativo fu completamente annichilito dalle avanguardie mongole nell'Iraq meridionale nel 1262. Successivamente il signore di Mosul, sotto protettorato mongolo, si alleò con i Mamelucchi e si ribellò a Hulegu, ma i Mongoli riuscirono a schiacciare la rivolta, distruggendo la città della Jazira nel 1265.

## Invasione del 1271

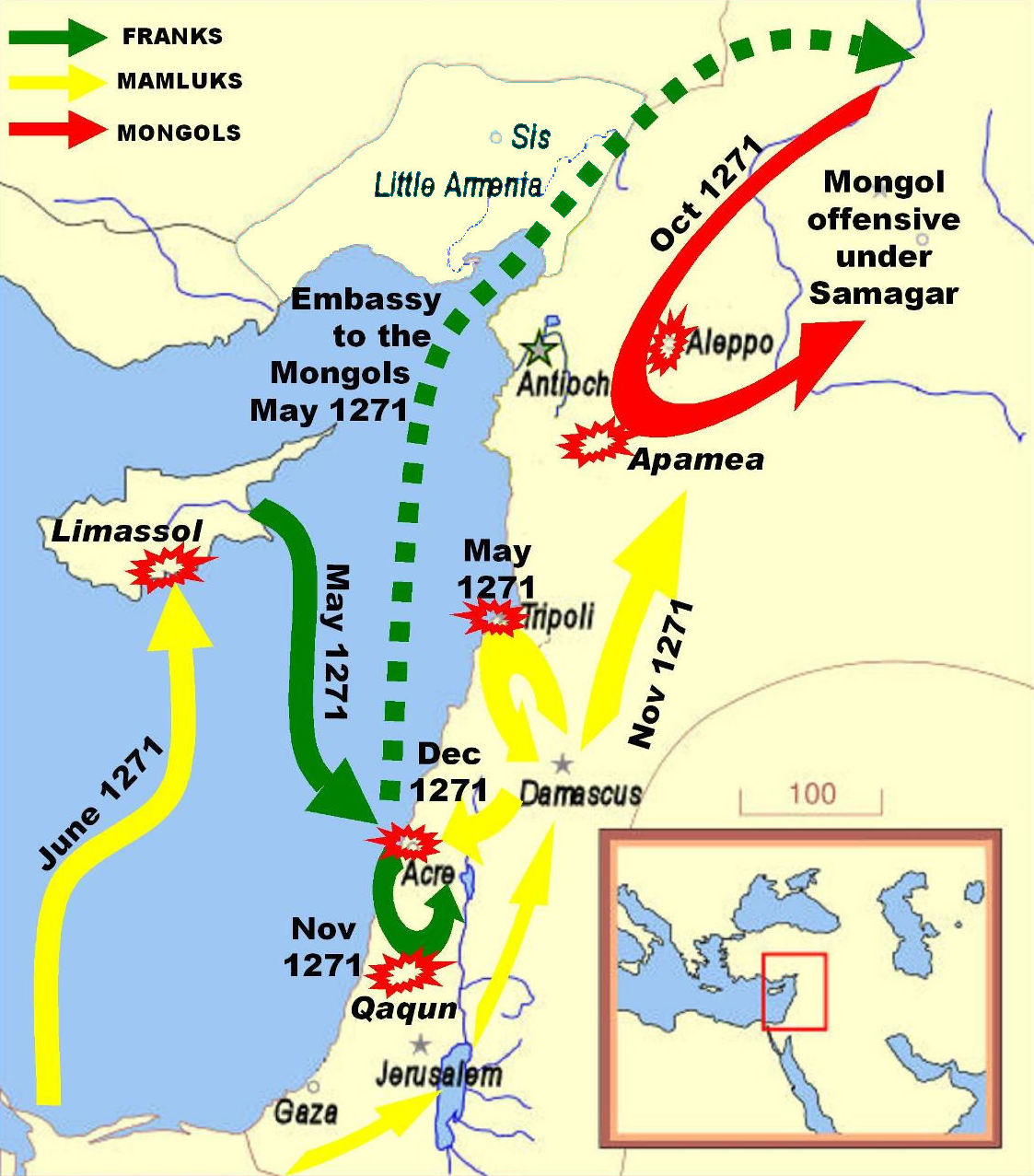
I Mamelucchi di Baybar (giallo) combatterono contro i Franchi e i Mongoli nella Nona crociata.

La seconda invasione mongola della Siria ebbe luogo nell'ottobre 1271, quando 10 000 Mongoli e ausiliari Selgiuchidi si mossero verso sud dal Sultanato selgiuchide di Rum e conquistarono Aleppo. Questa avanzata fu motivata da una richiesta di aiuto dei Franchi, impegnati nella Nona crociata contro i Mamelucchi. Quando però il sultano Baybars avanzò dall'Egitto, le forze mongole si ritirarono oltre l'Eufrate.